# Umbrina xanti
Umbrina xanti és una espècie de peix de la família dels esciènids i de l'ordre dels perciformes.

## Morfologia
- Els mascles poden assolir 40 cm de longitud total.[4][5]

## Alimentació
Menja peixos, crustacis i bivalves.

## Hàbitat
És un peix marí, de clima tropical (22°N-4°N, 107°W-85°W) i demersal que viu fins als 35 m de fondària.

## Distribució geogràfica
Es troba al Pacífic oriental: des del Golf de Califòrnia fins al Perú.

## Observacions
És inofensiu per als humans.